# Aregawi (Melesse)
Aregawi (imię świeckie Haile Marjam Melesse, ur. 1968) – duchowny Etiopskiego Kościoła Ortodoksyjnego, od 2017 biskup Południowego Gondaru. Sakrę biskupią otrzymał 16 lipca 2017.